# Josep Antoni Coderch
Josep Antoni Coderch (född 26 november 1913 i Barcelona, död 6 november 1984) spansk arkitekt, verksam i Barcelona.
Coderch studerade arkitektur i Barcelona från 1932 till 1940. Han var 1942 till 1945 stadsarkitekt i Sitges.
Från 1965 var Coderch professor vid Escuela Superior de Arquitectura i Barcelona. Coderch var medlem av Team X tillsammans med bland andra Peter Smithson, Alison Smithson, Aldo van Eyck med flera.
Coderch anses vara en av Spaniens främsta arkitekter under efterkigstiden. Hans arkitektur präglas av ett stramt modernistiskt formspråk, försiktigt anpassat till omgivning, topografi och regionala traditioner.

## Byggnadsverk
- Pabellón de Exposiciones, IX Triennalen i Milano
- Banco Transatlántico, Barcelona
- Casa Gili (Gili house) (Sitges, Katalonien, Spanien, 1965)
- Bostadshus vid Calle Joahann Sebastian Bach, Barcelona
- Hotel del Mar, Palma de Mallorca
- Instituto Francés, Barcelona
- Tillbyggnad av Escuela Técnica Superior de Arquitectura Barcelona
- Centro Técnico de Seat, Martorell